# Bowman Gum
La Bowman Gum Company va ser un fabricant de xiclet i cromos amb seu a Filadèlfia, en actiu durant el període anterior i posterior a la Segona Guerra Mundial. Va ser fundada per Jacob Warren Bowman el 1927.
Bowman va produir una línia de cartes de beisbol, que van ser molt populars a la dècada del 1940. Bowman també va produir cartes de futbol americà, i bàsquet. L'empresa va ser adquirida per Topps l'any 1956 i la marca queda descatalogada. Topps va ressuscitar la marca Bowman el 1989.

## Història

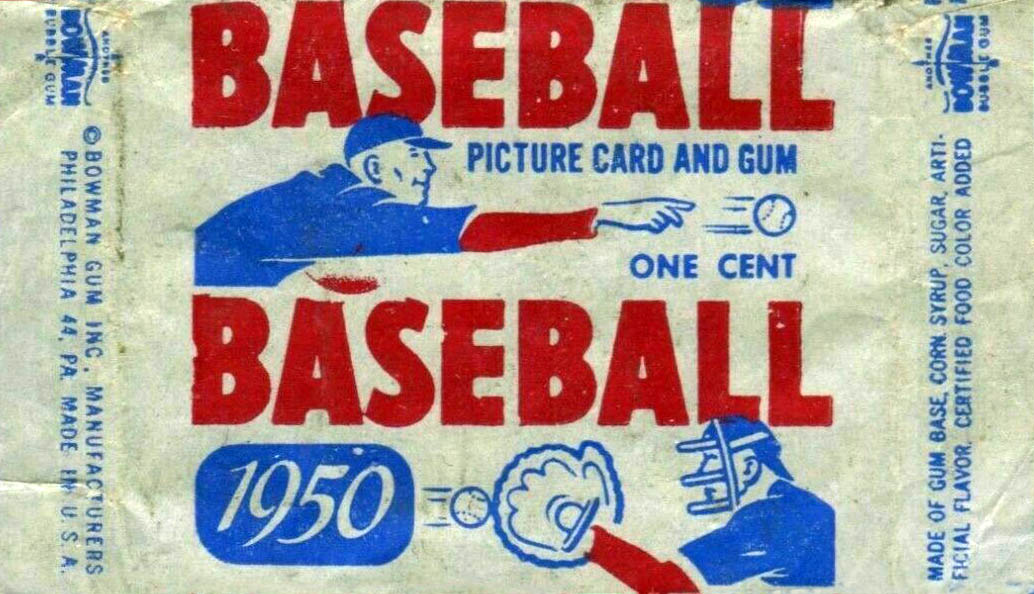
Embolcall de xiclet Bowman de 1950, amb targetes de beisbol a dins

Jacob Warren Bowman, un venedor de xiclets nord-americà, va fundar la seua pròpia empresa, Gum, Inc. a Filadèlfia el 1927. Gum, Inc. va començar a produir xiclet Blony, que immediatament es va convertir en el xiclet més venut als Estats Units el 1929.
La marca Blony va ser registrada per Bowman el 13 de gener de 1931 (presentada el 30 de juny de 1930). El 1937, Blony tenia el 60 per cent de les vendes de xiclet venut als EUA, en gran part a causa del fet que, amb un pes de 210 grans, era la peça més gran de xiclet venuda per un cèntim. Amb l'anunci "Three Big BITES for a cent", Blony va convertir Gum, Inc. en l'empresa més gran dels EUA dedicada exclusivament al comerç de xiclets, segons un article de la revista Time del 1937. Llavors, Gum, Inc. ocupava cinc plantes i el soterrani d'un edifici a Woodland Avenue a Filadèlfia.
Blony Gum incloïa cromos de colors sobre diversos temes. Un exemple no esportiu, la sèrie de 1938, Horrors of War, va incloure 288 cartes que detallaven diversos conflictes contemporanis, com la segona guerra sinojaponesa, amb un punt de vista favorable a la Xina. A cada targeta apareixia el lema "To know the HORRORS OF WAR is to want PEACE", però els infants anomenaven la sèrie "War Gum".

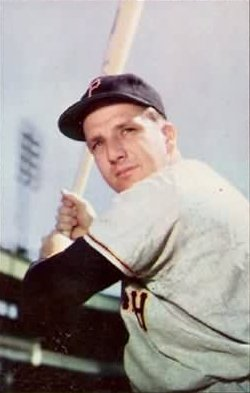
Targeta de beisbol Bowman Color del 1953 de Ralph Kiner.

Franklin V. Canning es va fer soci de Bowman el 1930. Canning, un farmacèutic de Nova York que va subministrar el material base de xiclet rosa a Gum, Inc., també va proporcionar capital circulant a canvi de 250 accions, la meitat de les accions de l'empresa. Una filial de la Wrigley Company va desenvolupar una millor base de goma el 1932, amb un preu inferior a la base de Canning. El president Bowman va exigir que Canning reduira el preu de la base de xiclet, cosa que va provocar conflictes entre tots dos, i va acabar amb l'expulsió de Bowman de l'empresa el 1936.
El juliol de 1937, Bowman va tornar a l'empresa després d'una llarga i amarga batalla legal que va acabar a la Cort Suprema de l'Estat de Pennsilvània, que va confirmar la reincorporació com a president de l'empresa. Gum, Inc. tingué ingressos de 49.000 dòlars en vendes estimades en uns 800.000 dòlars durant els primers sis mesos de 1937. El setembre de 1937, la segona esposa de Bowman, Ruth, va presentar una demanda contra Bowman per la propietat parcial de Gum, Inc., reclamant un acord verbal amb la meitat de les seues participacions.
Bowman va ampliar el seu negoci quan la companyia va començar a produir cromos als anys trenta. Els primers llançaments de Bowman eren temes no esportius, però la companyia va entrar al mercat esportiu amb les targetes de beisbol de 1939. La companyia va produir una sèrie de cartes conegudes com "Play Ball" cada any del 1939 al 1941. La producció es va paralitzar arran que els Estats Units promulgaren racionament de paper en temps de guerra i l'empresa no va tornar a fabricar cromos fins al 1948, amb el nom de Bowman.
Després de la Segona Guerra Mundial, Bowman va reeixir amb la col·lecció de cartes de beisbol del 1948, que es va fer molt popular. Aquell mateix any, Bowman també va llançar la primera col·lecció de cartes de futbol americà de 108 cartes, i el primer set de cartes de bàsquet.
Aleshores, Bowman competia contra Leaf Candy Company, que va abandonar el mercat el 1950, aquell any les vendes de cartes de beisbol de Bowman només van ser d'un milió de dòlars. Durant uns anys, Bowman va ser el principal productor de cartes de beisbol, però finalment va ser superat per la companyia rival Topps Chewing Gum. Bowman va produir cartes de beisbol fins a 1955.
Després d'un període en què els dos van lluitar per signar jugadors amb contractes exclusius per a les seues cartes, Topps va comprar Bowman el 1956 per 200.000 dòlars.
El 1989, la marca Bowman va ser ressuscitada per Topps per utilitzar-la en alguns dels seus conjunts de targetes esportives subsidiàries. En els darrers anys, l'empresa Bowman s'ha fet coneguda com la principal marca pel que fa als rookies.